# تاتسونوري هيساناغا
تاتسونوري هيساناغا (باليابانية: 久永 辰徳) (23 ديسمبر 1977 في كاغوشيما في اليابان – )؛ هو لاعب كرة قدم ياباني سابق كان يلعب كلاعب وسط.

## وصلات خارجية
- تاتسونوري هيساناغا على موقع رابطة كرة القدم اليابانية للمحترفين (اليابانية)
- تاتسونوري هيساناغا على موقع قاعدة بيانات كرة القدم.إي يو (الإنجليزية)
- تاتسونوري هيساناغا على موقع Soccerway.com (الإنجليزية)
- تاتسونوري هيساناغا على موقع عالم كرة القدم.نت (الإنجليزية)